# Düthe (Adelsgeschlecht)

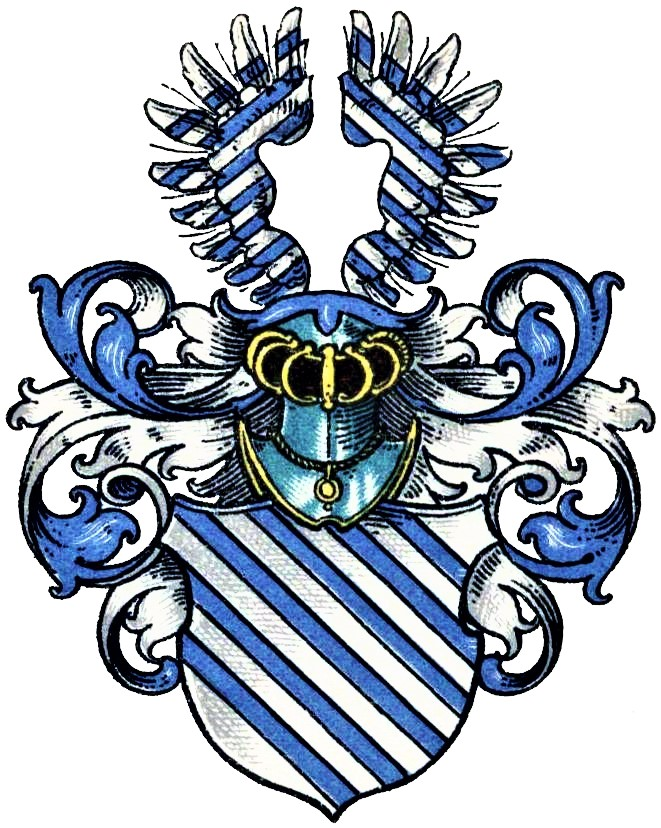
Wappen derer von Düthe im Wappenbuch des Westfälischen Adels

Düthe (auch: Duethe, Duithe, Duite, Düthe genannt Butt o. ä.) ist der Name eines niedersächsischen Adelsgeschlechts.

## Geschichte
Das Geschlecht war im Emsland ansässig. Sein namensgebender Stammsitz war Düthe (Fresenburg), das die Familie schon 1317 und noch 1350 besaß. Die meisten anderen Güter der Familie lagen in Ämtern Meppen und Vechta: Gut Altenkamp (urkundl. 1577–1687), Amethorn (1350), Aschendorf (1350), Brechting (1350), Bünne (1350), Burg Fresenburg (1350), Landeck (1600), Laten (1350), Sellingen (1350), Steinfeld (1350), Tunxdorf (1394–1577), Vüllen (1350), Waden (1350) und Wehme (1350). In Westfalen in der Grafschaft Mark besaßen sie ferner Apricke/Deilinghofen (1750), heute ein Stadtteil von Hemer, und Matena, Kreis Hamm, (1681).
Ritter Otto von Duethe trat 1317 seine Gerichtsbarkeit zu Düthe an den Bischof Ludwig II. von Münster ab. Otto erhielt dafür den Zehnten zu Huelste bei Lünen und eine Manse genannt Hardenstede in der Wevelte zu Lehen. Otto war verheiratet mit Mechtild. Ihr gemeinsamer Sohn hieß Johann. Steffan von Düthe war 1364 Drost im Emsland. 1601 starb die Linie zu Altenkamp aus, 1687 die Linie zu Fresenburg. Christian Bernhard von Duite war 1783 Propst zu Scheda in Wiehagen (Wickede). Kurz danach scheint die Familie ausgestorben zu sein.

## Wappen
Blasonierung im Wappenbuch des Westfälischen Adels: In Silber ein sechs blaue schrägrechte Balken. Auf dem Helm ein offener silberner Flug, die Flügel mit sechs nach außen absteigenden blauen Balken belegt. Die Helmdecken sind blau-silbern.
Wappenvarianten im Wappenbuch des Westfälischen Adels:

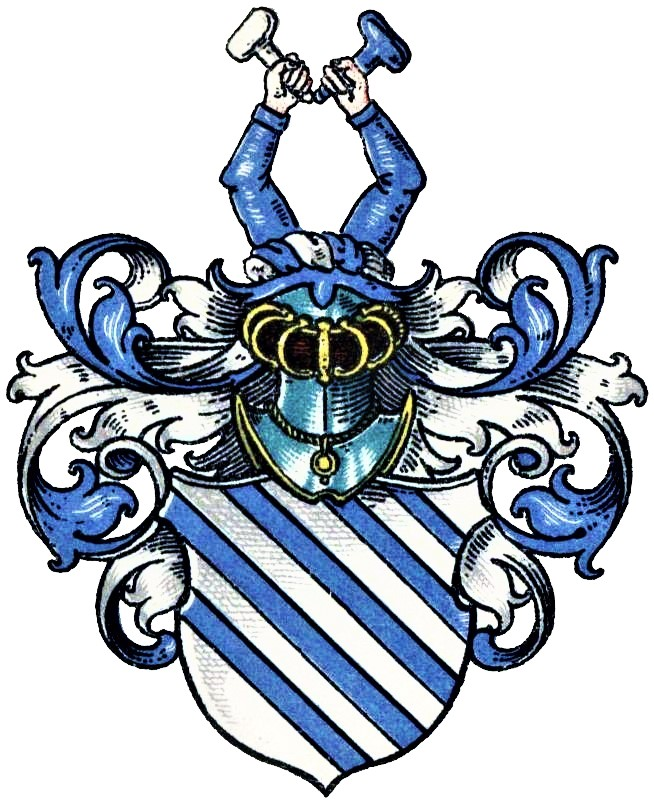
Wappen derer von Düthe genannt Butt
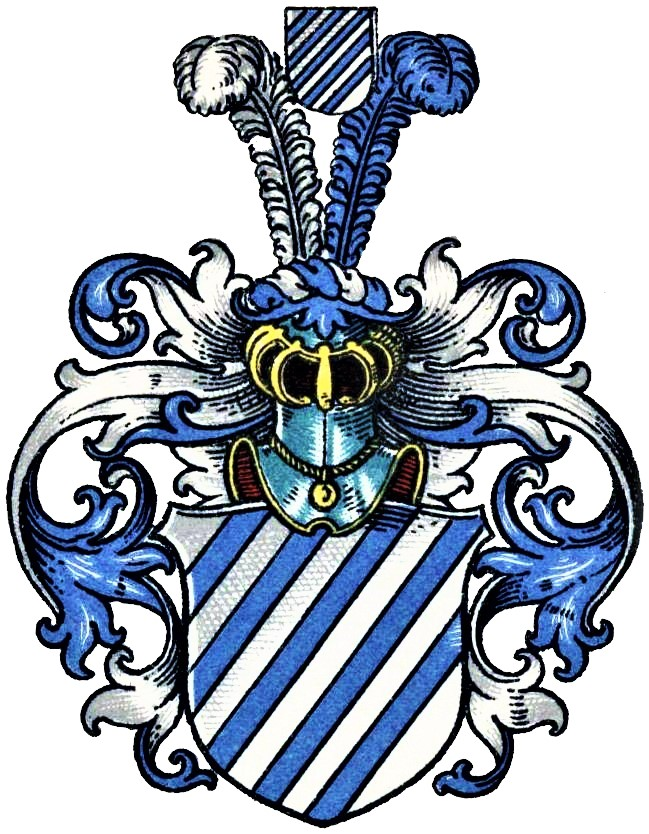
Wappen derer von Düthe zu Deilinghofen